# Amantadine
L'amantadine est un médicament antiviral (nom commercial : Symmetrel) employé contre la grippe, dans la maladie de Parkinson et, hors AMM, dans le traitement du syndrome de fatigue chronique et parfois du trouble de déficit de l'attention (TDAH). Il est aussi en cours d'évaluation dans la récupération des traumatismes cérébraux sévères.
D'après le centre américain pour la prévention et le contrôle des maladies, 100 % des pandémies saisonnières H3N2 et les autres échantillons de 2009 testés ont montré des résistances aux adamantanes et l'amantadine n'est plus recommandée dans le traitement de la grippe. En 2005 et 2006, en Amérique du Nord notamment, la résistance à l'amantadine des virus de la grippe A en circulation a fortement augmenté. En Amérique du Nord, selon le CDC, l'oseltamivir reste efficace contre les virus H3N2 qui sont devenus résistants à l'amantadine.
Aux États-Unis, il est également autorisé par la Food and Drug Administration (FDA) comme médicament antiparkinsonien. Cet usage est controversé, en 2003, une revue de la Collaboration Cochrane a conclu qu'il n'était pas efficace dans cet usage.

## Histoire
L'amantadine a été approuvée par la FDA américaine en 1966 comme agent préventif contre la grippe asiatique et finalement a reçu une autorisation pour le traitement de la grippe à Influenza A chez les adultes,,,.
En 1969, on a aussi découvert par accident que cette molécule diminuait les symptômes de la maladie de Parkinson, les syndromes extrapyramidaux iatrogènes (par exemple à cause des neuroleptiques) et l'akathisie.

## Fonctionnement

### Grippe
Le médicament inhibe la réplication du virus :
1. En empêchant la fusion entre la capside du virus A de la grippe et la membrane plasmique de la cellule cible ;
2. En se fixant à la protéine-canal ionique de la nucléocapside du virus de la grippe, appelée M2 (absente chez le virus B). On pense que cette protéine régule le pH du virus (c'est en s'acidifiant que le virus détruit son emballage et libère ses 8 fragments d'ARN pour infecter la cellule qu'il a pénétrée). Cette protéine interviendrait aussi dans la conformation de l'hémagglutinine, qui permet la fixation du virus à la cellule cible.

### Parkinson
L'amantadine est un antagoniste faible des récepteurs au glutamate de type NMDA, elle augmente la libération de dopamine et bloque la réabsorption de dopamine. Cela en fait un traitement de la maladie de Parkinson faible. En 2003, une revue de la Cochrane a conclu qu'il n'était pas efficace dans cet usage.
Son utilisation est recommandé dans les dyskinésies fréquentes induites par le traitement de la maladie de Parkinson (L-DOPA). Son effet antidyskinétique est probablement lié à une action antiglutamatergique.

### Utilisation hors AMM

#### Syndrome de fatigue chronique
L'amantadine est fréquemment utilisée hors AMM pour traiter les syndromes de fatigue chronique, notamment chez les patients atteints de sclérose en plaques.

#### Trouble du déficit de l'attention avec ou sans hyperactivité (TDA/H)
L'amantadine est aussi parfois utilisée dans le traitement des troubles du déficit de l'attention avec ou sans hyperactivité (TDA/H). Par ailleurs, quelques données ont montré que l'amantadine peut aider à diminuer les dysfonctions sexuelles induites par les ISRS,,.

### Utilisation possible dans la récupération après traumatisme grave cérébral
Une étude internationale publiée en février 2012 dans le New England Journal of Medicine   a montré que l'amantadine pourrait améliorer la récupération chez les patients avec un trouble de conscience prolongé (état végétatif ou conscience minimale) après un traumatisme cérébral.

## Résistances
Les antiviraux étant de plus en plus utilisés, y compris pour la volaille, le porc, l’apparition de résistances chez les virus grippaux qui ont un taux de mutations exceptionnel n'est pas surprenant.

### Premier exemple
- Au Canada, trois (1,3 %) parmi 224 isolats du virus de la grippe A de souches naturelles étudiés à la saison 1998-1999 se sont montrés résistants à l'amantadine.
- 2 de ces souches virales résistantes ont été isolées chez des personnes traitées à l'amantadine au moment des prélèvements (pas de données dans le 3e cas).
- Sur 60 isolats recueillis lors de foyers grippaux dans des maisons de soins, 15 (25 %) présentaient des mutations associées à une pharmacorésistance.
- L'analyse des 18 souches résistantes a révélé que neuf d'entre elles étaient porteuses d'une mutation de l'acide aminé à la position 26 (Leu à Phe), deux à la position 27 (Val à Ala), et sept à la position 31 (Ser à Asn) de la protéine M2(5).

### Second exemple
- Une autre étude montre que la résistance provient bien d’une adaptation du virus par mutation.
- Des virus pharmacorésistants sont rarement détectés dans des isolats de souches naturelles (dans moins de 1 % des cas). Mais 25 % des patients traités à l'amantadine qui étaient infectés par le virus A(H3N2) excrétaient une souche résistante du virus[17].

Pour ne pas générer de telles résistances, le Canada a donc accumulé assez de Tamiflu pour traiter un habitant sur 2 (en 2005), mais l’influenza A semble aussi pouvoir développer des résistances au Tamiflu (voire des résistances croisées).

## Effets secondaires
L'amantadine est aussi utilisée contre la maladie de Parkinson. Elle a souvent montré des effets neurologiques (nervosité, insomnie, voire confusions et hallucinations, et plus rarement convulsions).
Chez des sujets âgés, les effets sur le cerveau ont été 10 fois plus fréquents avec l'amantadine (environ 20 %) qu'avec la rimantadine (environ 2 %).
De plus, à la différence de la rimantadine, l'amantadine est tératogène et embryotoxique chez le rat pour des doses de 50 mg·kg-1 (plus de 10 fois les doses thérapeutiques)... mais non tératogène chez le lapin.

## Contre-indications
L'amantadine se fixant sur des protéines trans-membranaires, elle ne peut être filtrée et éliminée que par les reins : par conséquent, elle est strictement proscrite chez les patients souffrant d'insuffisance rénale, sous peine de s'accumuler de façon pathologique dans différents organes (foie, cerveau, cœur) et de les léser de manière irréversible.
- Nouveau-né et enfant de moins de un an
- Grossesse
- Hypersensibilité médicamenteuse connue à l'amantadine ou ses dérivés
- Associations avec neuroleptiques antiémétiques

## Autre indication
Elle est utilisée également dans les troubles de la conscience post-traumatique avec une certaine efficacité en accélérant la récupération. Le mécanisme d'action n'est pas clair mais il semble que la molécule augmente la sécrétion de dopamine dans certaines structures cérébrales.

## Culture populaire
L'intoxication à l'amantadine est la cause de décès du personnage de Amber Volakis dans la saison 4 de Dr House. La substance lui est devenue mortelle lorsque ses reins ont été détruits. Le médicament, faute d'avoir été éliminé par son organisme, s'est fixé aux protéines sanguines, rendant la dialyse complètement inefficace et la condamnant.